# Trichothecium
Trichothecium è un genere di funghi ascomiceti.

## Specie
- Trichothecium campaniforme
- Trichothecium candidum
- Trichothecium crotocinigenum
- Trichothecium domesticum
- Trichothecium inaequale
- Trichothecium indicum
- Trichothecium ovalisporum
- Trichothecium parvum
- Trichothecium piriferum
- Trichothecium plasmoparae
- Trichothecium roseum
- Trichothecium sympodiale